# F-19
F-19 — гипотетический американский малозаметный истребитель пятого поколения, существование которого никогда не было признано официально. Легенда о летательном аппарате (вероятнее всего, истребителе) F-19, который якобы разрабатывался в глубочайшем секрете компанией Lockheed по технологии «стелс», однако так и не был реализован, появилась в начале 1980-х годов. Источникам её происхождения являлись труднообъяснимый пропуск в нумерации моделей истребителей, принятой в ВВС США, между F/A-18 Hornet и F-20 Tigershark, а также повышенная секретность вокруг разработки и ранних лет эксплуатации реального самолёта-невидимки F-117 Nighthawk.

## История
С момента принятия в 1962 году министерством обороны США системы обозначения моделей военных самолётов, единой для всех родов войск, включая ВВС, все реактивные истребители именовались индексами, начинающимися с буквы F (от Fighter с англ. — «истребитель») и содержащими порядковый номер разработки. Последовательность номеров была непрерывной, начиная с FJ-1 Fury. Исключение составил индекс F-13, который пропустили из-за распространённого суеверия. После того, как в 1977 году был анонсирован истребитель-бомбардировщик F/A-18 Hornet, следующим на очереди стоял прототип лёгкого истребителя YF-20 Tigershark компании Northrop. ВВС предложили обозначение F-19, однако компания-разработчик настаивала на F-20. Причиной этого было желание Northrop использовать только чётные номера для своих моделей, чтобы дистанцироваться от нечётной нумерации советских истребителей (например, МиГ-19). ВВС пошли на уступки и в 1982 году новый самолёт, который так и не пошёл в серию, получил индекс F-20, а в нумерации образовался разрыв.
Поскольку официальная причина пробела в нумерации долгое время оставалась неизвестна широкой общественности, в авиационных СМИ 1980-х годов шла активная дискуссия относительно того, что могло скрываться за пропущенным обозначением F-19. Самым распространённым было предположение, что это истребитель компании Lockheed, проект которого был строго засекречен, так как построен по технологии «стелс» (в частности, это утверждалось в ежегодном авиационном справочнике Jane’s All the World’s Aircraft за 1984—1985 годы). В действительности Соединённые Штаты получили первый самолёт-невидимку Lockheed F-117 в 1982 году, который являлся тактическим ударным самолётом и никогда не предназначался для выполнения истребительных задач, а индекс получил «F» из соображений секретности (аналогично более раннему бомбардировщику F-111, также носившим «истребительное» обозначение).
В 1985 году итальянский производитель наборов для стендового моделизма Italeri выпустил пластиковую авиамодель «F-19 Stealth» (с англ. — «невидимка»; № 819 по каталогу компании). 1986 году в продажу поступила идентичная ей модель «F-19 Stealth Fighter» (с англ. — «истребитель-невидимка»; № 595 по каталогу) американской компании Testor Corporation, которая являлась не самостоятельной разработкой, а лишь переупакованным для американского рынка набором Italeri. Модели Testor всегда отличались высокой степенью детализации и достоверности, благодаря прочным связям компании в военно-промышленном комплексе. Поэтому не только у любителей авиации, но и у профессиональных пилотов и авиаинженеров не вызывало сомнения, что за выпуском набора «F-19 Stealth Fighter» стоит реально существующий прототип (секретного) военного самолёта. О начале продаж новой авиамодели сообщалось в вечернем выпуске теленовостей CBS News. Когда в июле того же года в Калифорнии потерпел катастрофу F-117, то СМИ использовали модель F-19 от Testor для иллюстрации к сообщениям об этом событии, поскольку любые изображения самолёта-невидимки всё ещё были засекречены. Это заставило члена Палаты представителей Рона Уайдена запросить руководство компании Lockheed, почему летательный аппарат, который не показывают даже конгрессменам, широко продаётся в виде стендовой авиамодели. Считается, что благодаря таком интенсивному освещению в средствах массовой информации «F-19 Stealth Fighter» стал самой продаваемым набором в истории авиамоделизма.
Поскольку авиамодель «F-19 Stealth Fighter» внешне не имела ничего общего с реальным F-117, это, вероятно, способствовало сохранению в тайне от публики (а возможно и от советской разведки) истинного облика секретного самолёта-невидимки, пока информация о нём не была официально опубликована в ноябре 1988 года. Тогда же стало известно, что внутри компании Lockheed проект разработки и испытаний летательного аппарата назывался «Senior Trend» и не получал из соображений секретности унифицированного индекса: ни F-19, ни какого-либо другого. В дальнейшем для различных формальных процедур использовалось ничего не значащее число 117, которое в итоге и закрепилось за самолётом, как его официальный индекс F-117.

## В массовой культуре
- В 1986 году компания Testor Corporation выпустила стендовую модель самолёта под названием F-19 «Stealth Fighter»[2].
- Годом позже, вслед за Testor, компания Monogram[англ.] выпустила стендовую модель самолёта F-19A «Specter» (с англ. — «призрак»), дизайн которой разработала компания Loral Inc.[англ.].[8]
- В романе Тома Клэнси «Красный шторм» (1986) упоминается самолёт-невидимка F-19A «Ghostrider» (с англ. — «призрачный всадник»; так же прозванный пилотами «летающая тарелка») в качестве секретного оружия США против советского вторжения в Западную Европу[2].
- В 1988 году фирмой Microprose была выпущена компьютерная игра-авиасимулятор истребителя F-19 Stealth Fighter — 16-битная версия 8-битной игры Project Stealth Fighter[англ.] предыдущего года. Обе игры реализуют воображаемые характеристики секретного самолёта-невидимки, облик которого основан на модели F-19 «Stealth Fighter» компании Testor[2][9].
- В 1988 году британское издательство Jane's Information Group, специализирующиеся на публикациях военной тематики, ошибочно включило F-19 в свой авиационный справочник «Jane’s All the World’s Aircraft 1986—1987». Помимо вымышленного изображения, издания 1987—88 и 1988—89 годов обозначают летательный аппарат как Lockheed ‘RF-19’ и «XST».[10].
- Истребитель F-19 — альт-форма персонажа-десептикона Виспер (англ. Whisper) серии комиксов Трансформеры эпохи Трансформеры: Первое Поколение издательства Marvel Comics[11].